# Fabien Fenouillet
Pour les articles homonymes, voir Fenouillet.
Fabien Fenouillet, né en 1968, est un professeur de psychologie cognitive français, spécialisé dans les théories de la motivation.

## Parcours
Après ses études, il a d'abord travaillé au Centre de Recherche en Cognition et Communication, au Laboratoire de Psychologie Expérimentale à l'Université de Rennes II. Puis il a rejoint l'équipe « Savoirs et rapport au savoir », Centre de recherches éducation et formation (CREF EA 1589), à l'université Paris Ouest Nanterre La Défense, tout en enseignant en sciences de l'éducation (Apprentissages et multimédia) à l'Université Lille 3.